# 六角益通
六角益通（ろっかく ますみち、天和3年（1683年）8月3日 - 寛延元年（1748年）7月30日）は、江戸時代前期の公卿。
東園基量の子で、六角家の始祖。

## 官歴
- 元禄9年（1696年）：従五位上、侍従
- 元禄11年（1698年）：左少将
- 元禄13年（1700年）：正五位下
- 宝永元年（1704年）：従四位下、左中将
- 宝永4年（1707年）：従四位上
- 宝永7年（1710年）：正四位下
- 正徳5年（1715年）：従三位
- 享保4年（1719年）：正三位
- 元文4年（1739年）：参議
- 元文5年（1740年）：従二位

## 系譜
- 父：東園基量
- 子：六角孝通
- 養子：六角知通（園基香の子）